# 云英传
《云英传》（原名《寿圣宫梦游录》，又名《柳泳传》）是一部朝鲜爱情小说，作者不详。小说描写的是朝鲜世宗三子安平大君的宫女云英因爱慕年轻书生金进士而惹下祸端的爱情悲剧故事。小说通过民间书生与宫女的自由恋爱和为爱情双双殉情的悲剧，表现了年轻人对自由恋爱的渴望，以及对封建专制的鞭挞:811-815:87-90。
《云英传》采取了大故事套小故事的双层结构。第一层结构是柳泳游园梦中遇到金进士和云英的鬼魂，并听他们讲述生前的故事。第二层是金进士和云英的凄美爱情故事。:88

## 故事梗概
1601年春，书生柳泳在世宗三子安平大君的旧宅寿圣宫游园。他喝了瓶酒后，昏昏入睡。当时正值战乱刚过，寿圣宫一片废墟，很荒芜。酒醒后，他见一年轻书生和一位貌美女子相视而语。两人见他过来就邀请他一起饮酒作诗。女子吟完诗后，泪流满面。:812:87
柳泳询问后得知，年轻书生是14岁登科的金进士，女子是安平大君的宫女云英。云英是安平大君在民间招募的10位宫女之一。平时宫外来人，安平大君都让宫女们回避。金进士来访时，安平大君以为他年纪小，就破例让宫女们陪伴他和金进士一起饮酒作诗。席间，金进士和云英一见钟情。之后，两人通过宫中巫婆传递情书。中秋节，两人在宫女的帮助下在巫婆宅中初尝云雨之乐。之后，金进士每天都越墙进入宫中与云英过夜。金进士的行踪被宫人发现后，云英感觉大祸将临，于是现将钱财转移到宫外，并准备逃出宫中。安平大君闻讯后准备对云英处以极刑。当晚云英自缢而死。事后，金进士将云英转移到宫外的财物卖掉后，换了40石米，尽供于清宁寺，以祈求云英的冥福。之后，他不食四日，自绝而死。:812-814:88
金进士和云英说毕，相对悲泣 。柳泳安慰这对情人后，接着与俩人饮酒作诗，直到酒醉。酒醒之后，柳泳发现金进士和云英已不见身影，留下的只有两人凄惨的故事。:814:88

## 相關影視作品
- 《淘氣鬼偵探 (第二季)》：2018年網路劇，宮殿哀史推理工房 （《雲英傳》）即描述相關歷史。